# Péter Molnár (fotbalista)
Péter Molnár (* 14. prosince 1983 Komárno) je slovenský fotbalový brankář, od července 2013 působí v maďarském klubu Paksi FC.

## Klubová kariéra
Urostlý rodák z Komárna Péter Molnár působil na Slovensku v mateřském klubu KFC Komárno, odkud odešel do Maďarska do Győri ETO FC. Zde ale nedostával mnoho příležitostí a tak v letech 2010–2011 hostoval v BFC Siófok, kde pravidelně chytal. V červenci 2013 odešel jako volný hráč po vypršení smlouvy do jiného maďarského klubu Paksi FC, kde podepsal tříletý kontrakt.